# Copa Juan Mignaburu 1935
Copa Juan Mignaburu 1935 - mecz towarzyski o puchar Juana Mignaburu odbył się po raz pierwszy w 1935 roku. W spotkaniu uczestniczyły zespoły: Argentyny i Urugwaju.

## Mecze
| 15 sierpnia Buenos Aires |  | Argentyna | 3 | - | 0 | Urugwaj |

Triumfatorem turnieju Copa Juan Mignaburu 1935 został zespół Argentyny.